# Seokgatap
Seokgatap es una pagoda budista de piedra de 8,2 metros de altura situada en Corea del Sur, y designada como el Tesoro Nacional de Corea del Sur número 21. Su nombre completo es Sakyamuni Yeoraesangjuseolbeop Tap, y se refiere a veces como la Pagoda sin sombra o la Bulguksa Samcheung Seoktap ("pagoda de piedra de tres pisos de Bulguksa ").
La pagoda se encuentra justo enfrente de Dabotap dentro del complejo del templo Bulguksa en Gyeongju, Corea del Sur. Fue terminado probablemente en torno a 751, cuando se completó Bulguksa.

## Galería de imágenes

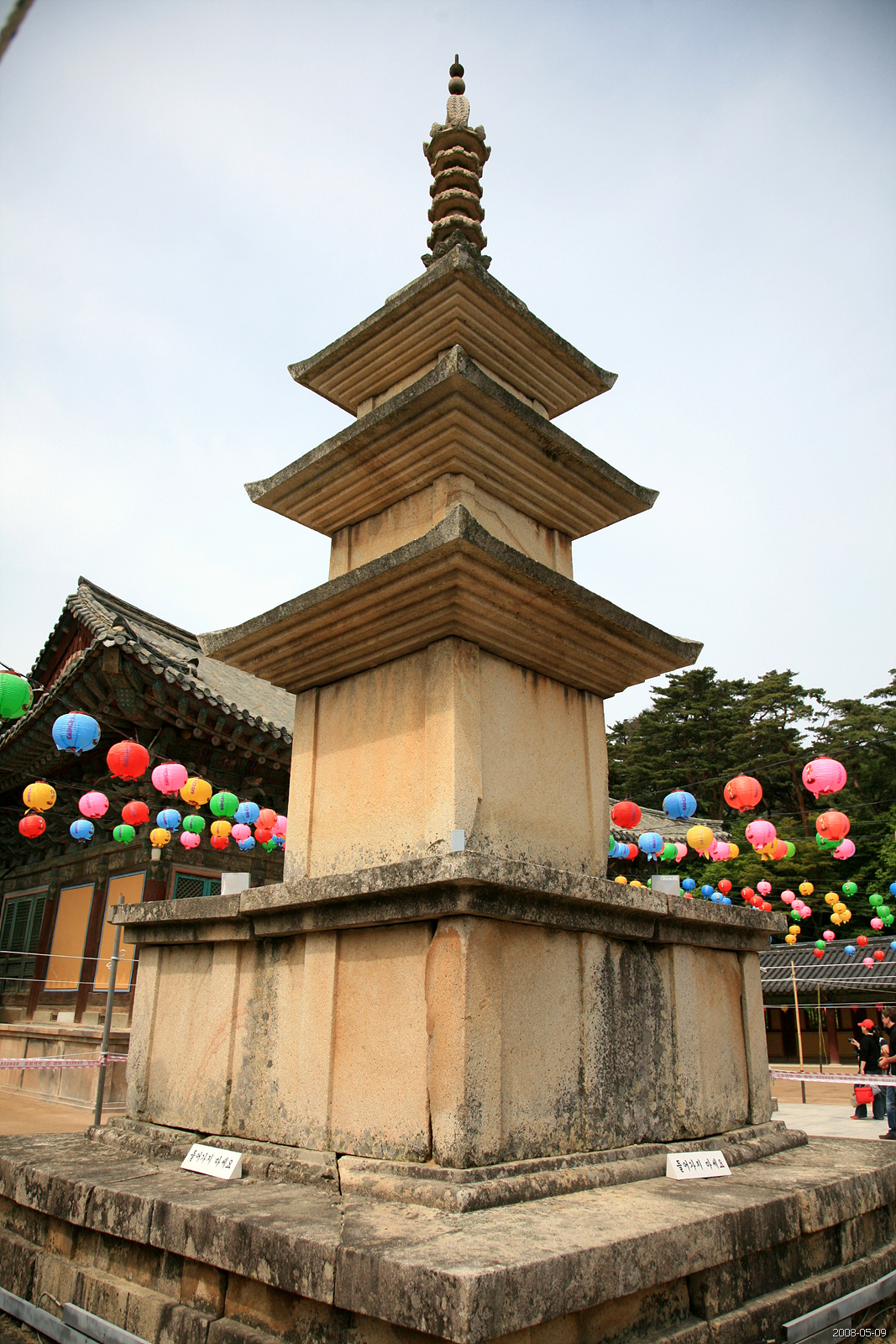
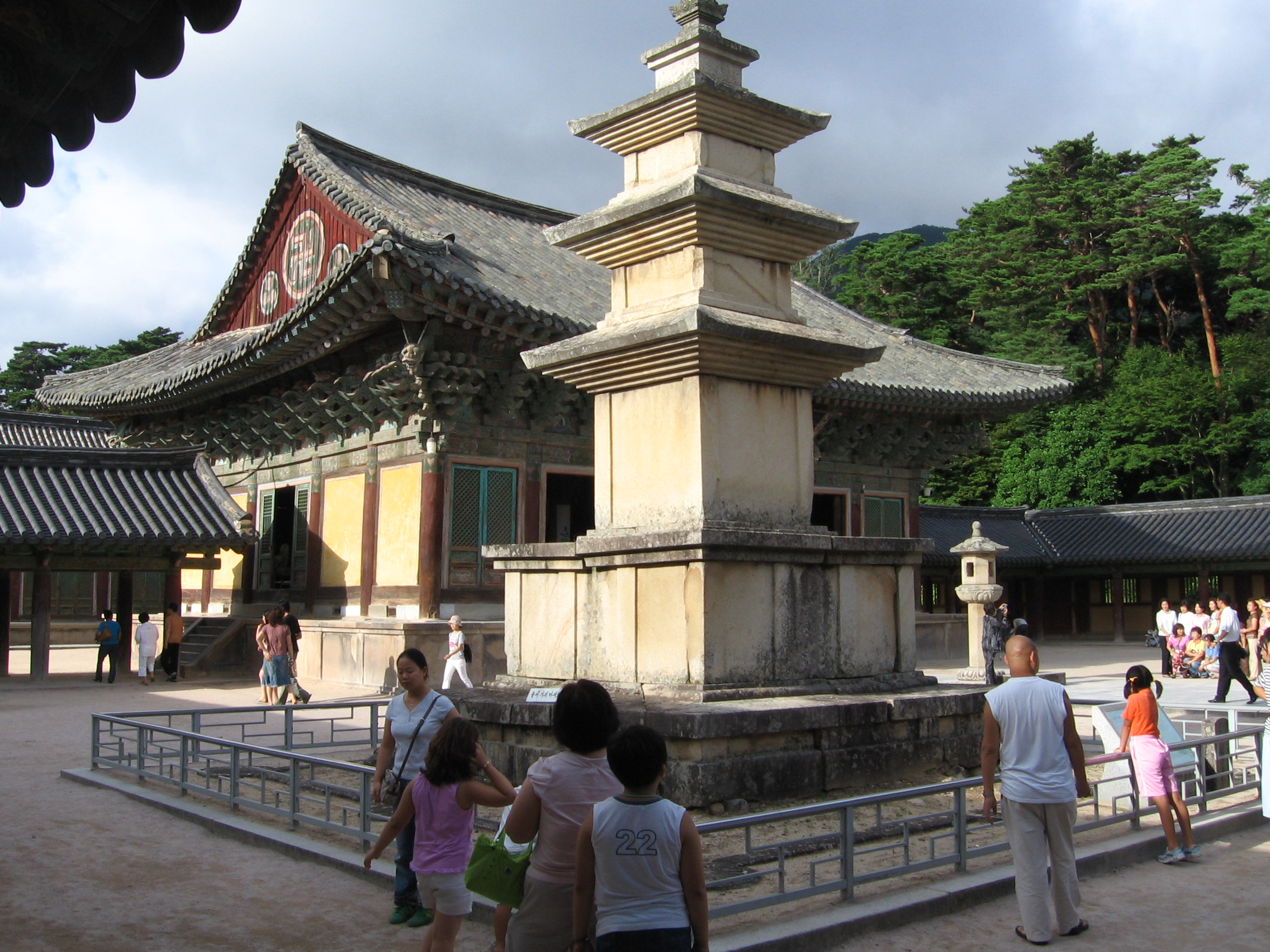
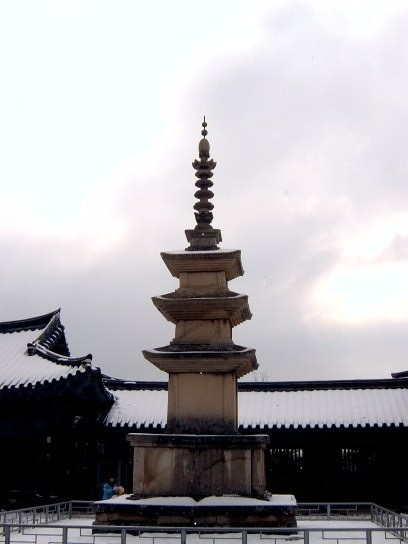
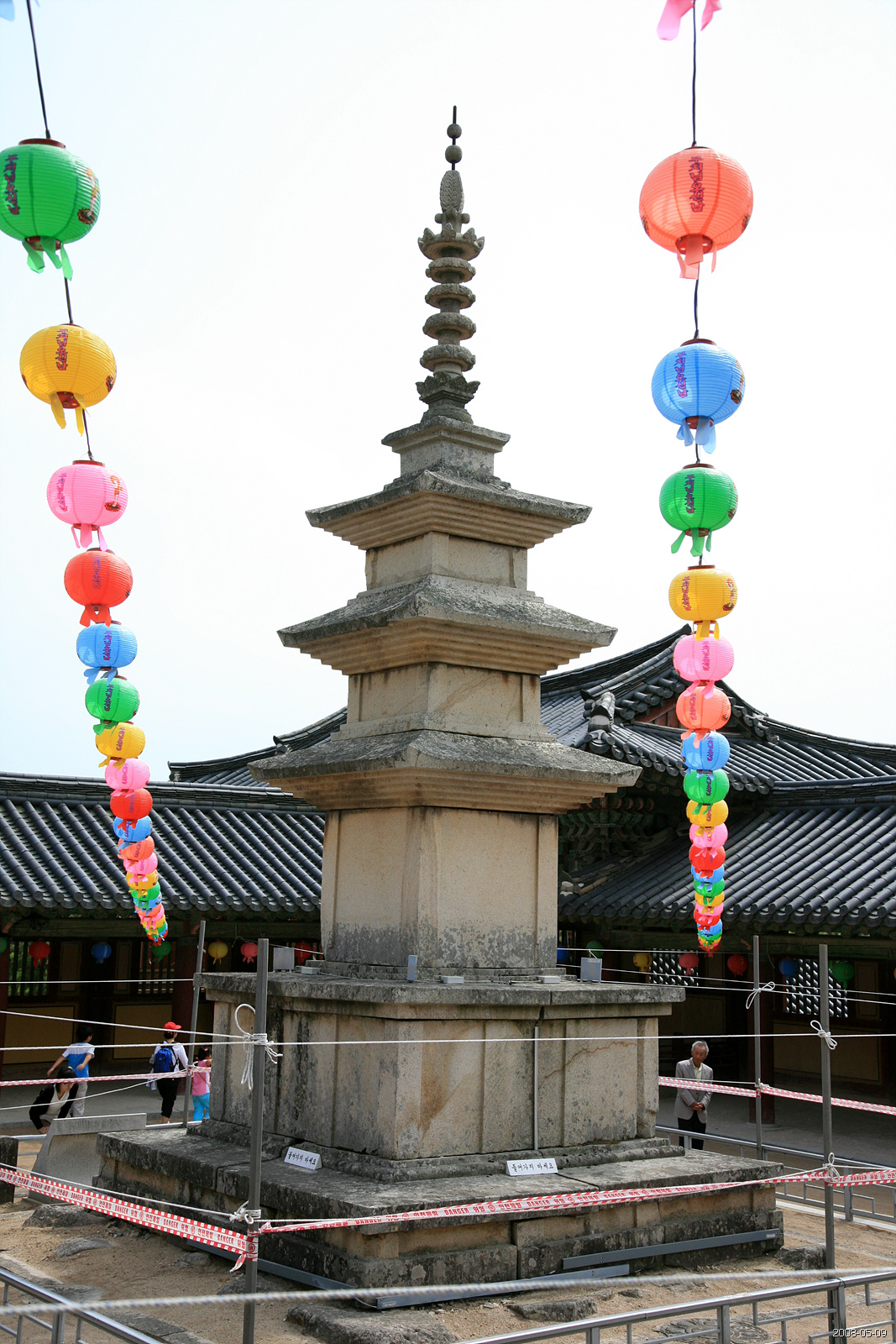

- Wikimedia Commons alberga una categoría multimedia sobre Seokgatap.

- Datos: Q626517
- Multimedia: Seokgatap / Q626517